# Сульов Віктор Олександрович
Віктор Олександрович Сульов (рос. Виктор Александрович Сулёв; 3 березня 1921, Ростов-на-Дону — 2 грудня 1999, Київ) — радянський військовий льотчик, Герой Радянського Союзу (1945), у роки німецько-радянської війни командир ланки 13-го гвардійського бомбардувального авіаційного полку 321-ї бомбардувальної авіаційної дивізії 8-ї повітряної армії 4-го Українського фронту, гвардії старший лейтенант.

## Біографія
Народився 3 березня 1921 року в місті Ростові-на-Дону в сім'ї службовця. Росіянин. Член КПРС з 1944 року. Закінчив середню школу, навчався в Батайському авіаційному училищі цивільного повітряного флоту.
У 1939 році призваний до лав Червоної Армії. У 1941 році закінчив Сталінградське військово-авіаційне училище льотчиків. У боях радянсько-німецької війни з червня 1941 року.
До травня 1945 року гвардії старший лейтенант В. О. Сульов здійснив 179 бойових вильотів, завдавши противнику значних втрат у живій силі і техніці.
Указом Президії Верховної Ради СРСР від 29 червня 1945 року за зразкове виконання бойових завдань командування на фронті боротьби з німецько-фашистськими загарбниками і проявлені при цьому мужність і героїзм старшому лейтенанту Віктору Олександровичу Сульову присвоєно звання Героя Радянського Союзу з врученням ордена Леніна і медалі «Золота Зірка» (№ 8835).
Після закінчення війни продовжував службу у ВПС. У 1954 році закінчив Військово-повітряну академію. З 1962 року полковник В. О. Сульов — в запасі.

Могила Віктора Сульова

Жив у Києві. Помер 2 грудня 1999 року. Похований у Києві на Міському кладовищі «Берківці».

## Нагороди
Нагороджений орденом Леніна, двома орденами Червоного Прапора, орденом Вітчизняної війни 1-го ступеня, трьома орденами Червоної Зірки, медалями.